# Konnur, Nargund
Konnur là một làng thuộc tehsil Nargund, huyện Gadag, bang Karnataka, Ấn Độ.